# Marathon van Nagano 2009
De marathon van Nagano 2009 vond plaats op zondag 19 april 2009 in Nagano. Het was de elfde editie van deze marathon. 
De wedstrijd werd bij de mannen gewonnen door Isaac Macharia uit Kenia. Hij bleef met 2:11.21 de Ethiopiër Girma Tolla bijna een minuut voor. Bij de vrouwen ging Irina Timofejeva uit Rusland met de hoogste eer strijken. Zij finishte in 2:30.08
Beide geslachten liepen onvoldoende snel om het parcoursrecord te verbeteren. 
Er finishten in totaal 6257 marathonlopers, waarvan 5167 mannen en 1090 vrouwen. 

## Uitslagen
Mannen
| rang | naam              | land | tijd    |
| ---- | ----------------- | ---- | ------- |
| 1    | Isaac Macharia    | KEN  | 2:11.21 |
| 2    | Girma Tolla       | ETH  | 2:12.11 |
| 3    | Simon Wangai      | KEN  | 2:12.34 |
| 4    | Gidey Amaha       | ETH  | 2:15.01 |
| 5    | Norman Dlomo      | RSA  | 2:15.45 |
| 6    | Yuriy Hychun      | UKR  | 2:15.55 |
| 7    | Masaki Shimojyu   | JPN  | 2:15.57 |
| 8    | Masayuki Satouchi | JPN  | 2:16.22 |
| 9    | Masaru Takamizawa | JPN  | 2:17.25 |
| 10   | Michitane Noda    | JPN  | 2:17.50 |
| 11   | Takehisa Okino    | JPN  | 2:18.06 |
| 12   | Hiroyuki Okino    | JPN  | 2:19.46 |
| 13   | Tomoya Haku       | JPN  | 2:20.05 |
| 14   | Koshi Miyata      | JPN  | 2:21.08 |
| 15   | Koiji Harada      | JPN  | 2:21.19 |

Vrouwen
| rang | naam             | land | tijd    |
| ---- | ---------------- | ---- | ------- |
| 1    | Irina Timofejeva | RUS  | 2:30.08 |
| 2    | Irene Limika     | KEN  | 2:30.50 |
| 3    | Akemi Ozaki      | JPN  | 2:31.18 |
| 4    | Derartu Tulu     | ETH  | 2:34.17 |
| 5    | Tatiana Aryasova | RUS  | 2:34.32 |
| 6    | Yoko Yagi        | JPN  | 2:36.26 |
| 7    | Yukako Goto      | JPN  | 2:40.50 |
| 8    | Chihiro Tanaka   | JPN  | 2:41.21 |
| 9    | Kaori Akagawa    | JPN  | 2:44.59 |
| 10   | Yoshimi Hoshino  | JPN  | 2:45.24 |

Shinmai-periode:

1958 ·
1959 ·
1960 ·
1961 ·
1962 ·
1963 ·
1964 ·
1965 ·
1966 ·
1967 ·
1968 ·
1969 ·
1970 ·
1971 ·
1972 ·
1973 ·
1974 ·
1975 ·
1976 ·
1977 ·
1978 ·
1979 ·
1980 ·
1981 ·
1982 ·
1983 ·
1984 ·
1985 ·
1986 ·
1987 ·
1988 ·
1989 ·
1990 ·
1991 ·
1992 ·
1993 ·
1994 ·
1995 ·
1996 ·
1997 ·
1998

Nagano-periode:

1999 ·
2000 ·
2001 ·
2002 ·
2003 ·
2004 ·
2005 ·
2006 ·
2007 ·
2008 ·
2009 ·
2010 ·
2011 ·
2012 ·
2013 ·
2014 ·
2015 ·
2016 ·
2017